# Río Olimar Chico
El río Olimar Chico es un río uruguayo que atraviesa el este del país, pertenece a la cuenca hidrográfica de la laguna Merín.
Nace en la cuchilla Grande sirviendo de límite entre los departamentos de Lavalleja y de Treinta y Tres, desemboca en el río Olimar en el departamento de Treinta y Tres tras recorrer alrededor de 115 km.
Su principal afluente es el Arroyo del Sauce.